# エマーソン・ボイス
エマーソン・オーランド・ボイス（Emmerson Orlando Boyce, 1979年9月24日 - ）は、イングランド・アイルズベリー出身のバルバドス代表サッカー選手。現在は無所属。ポジションはディフェンダー。

## 経歴
2015-16シーズンを終えブラックプールFCがフットボールリーグ2へ降格することが決定したことに伴い、6人の放出選手の1人として同クラブを退団した。

## 所属クラブ
- ルートン・タウンFC 1998-2004
- クリスタル・パレスFC 2004-2006
- ウィガン・アスレティックFC 2006-2015
- ブラックプールFC 2015-2016

## タイトル
ウィガン
- FAカップ : 2012-13